# Vattstenen vid Skattlösberg
Vattstenen vid Skattlösberg är en vattsten norr om byn Skattlösberg i Grangärde socken i Ludvika kommun. Den har som fornminne nummer Grangärde 42:1.